# マクスウェル・アトム
マクスウェル・アトム（Maxwell Atoms、1974年1月21日 - ）は、アメリカ合衆国の脚本家、声優。

## 出演作品
- スイチュー! フレンズ